# تشانغ مين
تشانغ مين (بالصينية: 张敏) هي مجدفة صينية، ولدت في 20 يونيو 1993 في جينان في الصين.

## وصلات خارجية
- تشانغ مين على موقع الاتحاد الدولي للتجديف (الإنجليزية)
- تشانغ مين على موقع اللجنة الأولمبية الدولية (الإنجليزية)
- تشانغ مين على موقع أوليمبيديا (الإنجليزية)
- تشانغ مين على موقع اللجنة الأولمبية الصينية (الإنجليزية)